# Gino Chierici
Gino Chierici (Pisa, 19 luglio 1877 – Milano, 10 marzo 1961) è stato un architetto e restauratore italiano.

## Biografia
Gino Chierici nacque a Pisa nel 1877 e compì gli studi superiori a Bologna, dove il 18 ottobre 1897 conseguì il diploma di perito agrimensore; a partire dal 1º ottobre 1902 fu assunto come ragioniere geometra presso la direzione del Genio militare di Bologna, ma proseguì parallelamente gli studi fino ad ottenere la licenza di professore di Disegno architettonico al Regio Istituto di Belle Arti di Bologna.
Nel 1909 venne chiamato a ricoprire l'incarico di segretario della direzione del Genio civile di Firenze e poi di Messina; a questo stesso anno risale l'incarico, da parte di Luigi Saverio Ricci, della progettazione della sua nuova residenza presso Buonconvento, la villa La Rondinella. L'anno successivo, in seguito ad una sua richiesta di incarico, fu assunto come architetto presso la Regia Soprintendenza ai Monumenti per le province di Pisa, Lucca, Livorno e Massa Carrara, sotto la direzione dell'allora soprintendente Peleo Bacci: furono questi anni molto formativi, nei quali Gino Chierici si trovò ad affrontare problematiche relative a restauri e rifacimenti in stile di alcuni edifici religiosi nelle province di sua competenza, come ad esempio l'intervento sulla facciata della chiesa di San Domenico a Pisa, ma anche indagini sulla stabilità della torre pendente della città toscana e la progettazione dell'isolamento della Porta a Mare di Portoferraio nell'Isola d'Elba.
Il 5 luglio del 1911 sposò la senese Anita Balestri e nel settembre nacque il loro primogenito Umberto, seguito nel novembre del 1914 dal secondogenito Ivo; con lo scoppio della prima guerra mondiale, Gino Chierici venne inviato a Pavia, come architetto presso gli Uffici del Genio Militare, con il grado di sottotenente. Conclusosi il conflitto, Chierici fu congedato con il grado di tenente e insignito dell'onorificenza militare di cavaliere dell'Ordine della Corona d'Italia.
Ripreso il suo incarico a Pisa, fece richiesta di poter ricoprire l'incarico di soprintendente e il 5 settembre 1919 gli fu assegnata la direzione della Regia Soprintendenza ai Monumenti per le Province di Siena e Grosseto. L'esordio del suo incarico di soprintendente è segnato dall'approvazione del nuovo piano regolatore di Siena, che previde il risanamento della zona del centro storico di Salicotto e l'ampliamento del tessuto urbano cittadino con la progettazione del nuovo quartiere di San Prospero. Alla fine del 1924 fu inviato in Campania alla direzione della Regia Soprintendenza dell'Arte medievale e moderna, per la quale si occupò di interventi di restauro e consolidamenti, soprattutto relativi alle opere e ai monumenti campani colpiti dal terremoto dell'Irpinia del 1930. Supervisionò anche il ripristino del Duomo di Casertavecchia dalle superfetazioni barocche, riportandolo al presunto aspetto medievale.
Durante questi anni sviluppò nuovi interessi - come lo studio dell'arte paleocristiana, che lo portarono a presentare i risultati delle proprie indagini sulla Campania al III Congresso di studi romani - e gli furono tributati molti riconoscimenti, quali il titolo cavalleresco di commendatore della Corona d'Italia (1926), quello di commendatore dell'Ordine del Nilo (1929) e quello della Croce al merito ungherese di II classe (1934), oltre libera docenza, che lo portò a insegnare storia dell'architettura a Napoli e in seguito al Politecnico di Milano. Nel 1931 partecipò come inviato italiano, insieme a Gustavo Giovannoni, alla Conferenza di Atene - i cui lavori produssero il primo documento europeo di orientamento metodologico per la disciplina del restauro, la cosiddetta "Carta di Atene" - e nell'agosto 1933 al VII Congresso nazionale di scienze storiche a Varsavia. 
Nel 1937 l'Accademia d'Italia gli conferì il "premio Mussolini" per le arti.

Nel dicembre 1935 assunse l'incarico di soprintendente dell'Arte medievale e moderna di Milano: qui si dedicò soprattutto agli studi sull'architettura paleocristiana e romanica, partecipò come membro del comitato direttivo e redattore alla nascita della rivista Palladio, promosse con Giovannoni il "Centro studi di Storia dell'Architettura" di Roma e ne organizzò la sezione lombarda di Milano. Subito prima dello scoppio della seconda guerra mondiale pianificò un importante programma di protezione, denominato "difesa antiaerea", sui monumenti della Lombardia, riuscendo così a predisporre squadre di primo intervento a Palazzo Reale e alla Certosa di Pavia e a salvare col suo intervento L'ultima cena di Leonardo da Vinci. Terminato il conflitto Gino Chierici chiese il pensionamento e fu nominato conservatore onorario della Certosa di Pavia, per la quale nel 1950 pubblicò una Guida, a lungo riedita. La sua attività di studioso proseguì con la partecipazione a numerosi congressi, con sopralluoghi e ispezioni per conto delle Soprintendenze, fino alla morte avvenuta nel 1961.
Tra il 1933 ed il 1960 seguì importanti lavori di scavo e di restauro presso le Basiliche paleocristiane di Cimitile.
Riposa in un colombaro del Cimitero Monumentale di Milano.

## Pubblicazione di Gino Chierici
Palladio 1508-1580, 1956
Donato Bramante 1444-1514, 1960

## Archivio e biblioteca
Il Fondo Gino Chierici, conservato presso la Soprintendenza per i beni architettonici e per il paesaggio per le province di Siena e Grosseto, contiene documentazione dal 1900 al 1925. Il corpus di disegni e di tavole fotografiche di Gino Chierici è stato donato dagli eredi il 27 aprile 2013 alla Soprintendenza, della quale l'architetto Chierici è stato soprintendente dal 1919 al 1924. Alla morte di Gino Chierici, i volumi della sua biblioteca sono stati divisi tra i figli: quella destinata a Umberto Chierici è confluita nella biblioteca della Facoltà di architettura dell'Università di Torino; la parte di Ivo Chierici è in gran parte conservata in un fondo specifico presso l'Istituto per la Storia dell'Arte Lombarda a Cesano Maderno.